# ТЕС Ла-Казелла
45°5′25″ пн. ш. 9°28′50″ сх. д. / 45.09028° пн. ш. 9.48056° сх. д.
ТЕС Ла-Казелла – теплова електростанція на півночі Італії у регіоні Емілія-Романья, провінція П'яченца. У 2000-х роках частково модернізована з використанням технології комбінованого парогазового циклу.
У 1971 – 1972 роках на майданчику станції ввели в експлуатацію чотири класичні конденсаційні енергоблоки з паровими турбінами потужністю по 320 МВт. На початку 21 століття станція пройшла через серйозну модернізацію, під час якої всі три блоки були перетворені на значно ефективніші парогазові комбінованого циклу. Кожен з них доповнили газовою турбіною потужністю по 252,5 МВт, яка через котел-утилізатор живить парову турбіну, частково демобілізовану зі зменшенням потужності до 131,5 МВт (номінальна потужність блоків становить 375 МВт). При цьому паливна ефективність станції зросла до 56,5%.
Як основне паливо ТЕС традиційно використовувала нафту, але після модернізації блоків у парогазові вони були переведені на природний газ.
Видалення продуктів згоряння блоків із котлів-утилізаторів здійснюється за допомогою димарів висотою по 90 метрів.
Зв’язок із енергомережею відбувається по ЛЕП, розрахованій на роботу під напругою 380 кВ.